# Красная Горка (Кикнурский район)
Красная Горка — деревня в Кикнурском районе Кировской области.

## География
Находится на расстоянии примерно 19 км по прямой на северо-запад от райцентра поселка  Кикнур.

## История
Известна с 1891 года как починок Красногорский. В 1905 году учтено было дворов 36 и жителей 192, в 1926 (деревня Красногорская) 47 и 265, в 1950 24 и 80, в 1989 проживало 16 человек. Настоящее название утвердилось с 1950 года. В период 2006-2014 годов входила в Русскокраинское сельское поселение. С 2014 по январь 2020 года входила в Кикнурское сельское поселение до его упразднения. 

## Население
Постоянное население  составляло 14 человек (русские 93%) в 2002 году, 8 в 2010.